# Helan och Halvan i stenåldern
Helan och Halvan i stenåldern (engelska: Flying Elephants) är en amerikansk komedifilm med Helan och Halvan från 1928 regisserad av Hal Roach.

## Handling
Filmen utspelar sig på Stenåldern, där en kortväxt man och en storväxt man bråkar om vem som ska få gifta sig med en söt flicka de båda vill ha.

## Om filmen
I filmen medverkar Stan Laurel och Oliver Hardy som senare kom att bli kända som komikerduon Helan och Halvan, men som här inte uppträder som duo.
Detta är den sista film med Stan Laurel och Oliver Hardy som distribuerades av Pathé.
Trots att filmen spelades in i maj 1927 släpptes den inte förrän februari 1928.
Filmen är delvist baserad på Charlie Chaplins film Charlies dröm från 1914.
Filmen är inspelad i Moapa Valley i Nevada, vilket även stumfilmen No Man's Law med Oliver Hardy spelades in i.
Filmen har givits ut på DVD och Blu-ray.

## Rollista
- Stan Laurel – Little Twinkle Star
- Oliver Hardy – Mighty Giant
- James Finlayson – Saxophonus
- Viola Richard – Blushing Rose
- Dorothy Coburn – brotterskan
- Tiny Sandford – grottman
- Budd Fine – grottman
- Fay Lanphier – grottkvinna
- Shirley Palmer – grottkvinna
- Edna Marion – grottkvinna (bortklippt i färdiga filmen)
- Leo Willis – fiskare[2]